# دومينيك برنارد
دومينيك برنارد (بالفرنسية: Dominik Bernard )‏ (و. – م) هو ممثل، وممثل دُبلاج، من فرنسا، ولد في بوانت-آه-بيتر.

## وصلات خارجية
- دومينيك برنارد على موقع IMDb (الإنجليزية)
- دومينيك برنارد على موقع ألو سيني (الفرنسية)
- دومينيك برنارد على موقع كينوبويسك (الروسية)